# Том Поті
Томас Еміліо Поті (англ. Thomas Emilio Poti; 22 березня 1977, м. Вустер, Массачусетс, США) — американський хокеїст, захисник.
Виступав за Бостонський університет (NCAA), «Едмонтон Ойлерс», «Нью-Йорк Рейнджерс», «Нью-Йорк Айлендерс», «Вашингтон Кепіталс».
У чемпіонатах НХЛ — 808 матчів (69+256), у турнірах Кубка Стенлі — 51 матч (2+17).
У складі національної збірної США учасник зимових Олімпійських ігор 2002 (6 матчів, 0+1). У складі молодіжної збірної США учасник чемпіонатів світу 1996 і 1997.
Досягнення
- Срібний призер зимових Олімпійських ігор (2002).